# Willy Leow
Willy Leow (25 de enero de 1887, Brandenburg an der Havel, Imperio alemán -  Moscú, Unión Soviética, 3 de octubre de 1937) fue un artesano alemán y político del Partido Comunista de Alemania.

## Vida y trabajo
Willy Leow asistió a la escuela primaria en Brandenburg an der Havel. Luego aprendió el oficio de carpintería y fue enseñado en la Escuela Educativa de los Trabajadores en Berlín. En enero de 1904, Leow se convirtió en miembro de la Asociación Alemana de Trabajadores de la Madera. En el mismo año, Leow se unió al Partido Socialdemócrata (SPD), al que pertenecía en 1916. Después de que Leow había participado en 1917 en la fundación de la Liga Espartaquista y perteneció brevemente al Partido Socialdemócrata Independiente de Alemania (USPD), Fue a finales de 1918 miembro fundador del Partido Comunista de Alemania (KPD). 
En 1925 Leow fue elegido Segundo Presidente del Roter Frontkämpferbund (RFB), fundado en 1924, la organización de defensa y protección del KPD. En 1928, Leow fue elegido para el Reichstag, donde permaneció hasta 1933. Más tarde, el político del SPD Herbert Wehner, quien era comunista en el período de Weimar, escribió décadas más tarde en sus memorias, Leow era "una persona completamente corrupta".
Después del ascenso al poder de Adolf Hitler, Leow huyó al extranjero. Desde 1935 vivió en la Unión Soviética. Trabajó como editor y jefe de la editorial estatal alemana en la República Socialista Soviética Autónoma Alemana del Volga. En 1936, fue arrestado durante las purgas estalinistas y sentenciado a muerte el 3 de octubre de 1937 por organizar un grupo terrorista trotskista en el Colegio Militar de la Corte Suprema de la URSS, y recibió un disparo.

## Post mortem
En la historia de la República Democrática Alemana, Leow fue en las primeras décadas después de su muerte un llamado Damnatio Memoriae; fue ocultado deliberadamente en la historia de la RDA y en la cultura pública del recuerdo del estado de Alemania Oriental: su persona no fue mencionada deliberadamente y las huellas de su existencia se han eliminado sistemáticamente de los documentos publicados y las reproducciones de imágenes de la RDA. Leow fue retocado de una fotografía ampliamente impresa que lo mostró junto a Ernst Thälmann durante una marcha de RFB en la década de 1920. La razón de esta práctica fue que el arresto y asesinato de Leow (antes del fascismo de los comunistas y refugiados alemanes) por parte del estado hermano soviético no encajaba en la imagen histórica de la RDA y, por lo tanto, no se permitía distribuir sus publicaciones.

## Literatura
- Leow, Willy . Bundesstifung Aufarbeitung Berlin

- Datos: Q95899
- Multimedia: Willy Leow / Q95899